# Lampetis iris
Lampetis iris es una especie de escarabajo del género Lampetis, familia Buprestidae. Fue descrita científicamente por Théry en 1926.